# Bulbophyllum rosemarianum
Bulbophyllum rosemarianum é uma espécie de orquídea (família Orchidaceae) pertencente ao gênero Bulbophyllum. Foi descrita por Sath.Kumar, P.C.S.Kumar e Saleem em 2001.